# 瓦西里夫卡 (奧克尼市鎮)
47°37′29″N 29°35′45″E / 47.62472°N 29.59583°E
瓦西里夫卡（烏克蘭語：Василівка）是位於烏克蘭西南部的村莊，由敖德薩州波季利斯克區的奧克尼市鎮負責管轄。該村始建於1840年，面積0.28平方公里，海拔高度222米，2001年人口43，人口密度每平方公里153.57人。